# Північноєвропейське оборонне співробітництво
Північноєвропе́йське оборо́нне співробі́тництво (Nordic Defence Cooperation; NORDEFCO) — об'єднання країн Північної Європи: Швеції, Норвегії, Данії, Фінляндії та Ісландії у галузі оборони.

## Мета
Мета організації — зменшення витрат на оборону і підвищення ефективності армії, флоту і авіації п'яти країн Північної Європи. 
Nordefco займається: 
- поповненням матеріальної бази для спільних цілей,
- спільною розробкою технологій, що мають оборонне значення.
- проведенням спільних навчань і підвищенням рівня освіти серед скандинавських військовиків.

## Історія створення
4 листопада 2009 міністри оборони Швеції, Норвегії, Данії, Фінляндії та Ісландії у підписали меморандум про об'єднання зусиль у галузі оборони і створили нову організацію Nordefco (Nordic Defence Cooperation). Угода набула чинності з 4 грудня 2009. З підписанням цього меморандуму припинили чинність меморандуми, що стосувалися NORDSUP, NORDAC and NORDCAPS. Вся робота, що здійснювалася цими організаціями, була передана в NORDEFCO.

## Виноски
1. ↑  http://www.norden.org/sv/om-samarbetet/avtal/avtal/foersvarsfraagor/memorandum-of-understanding-on-nordic-defence-cooperation-nordefco%5Bнедоступне+посилання+з+липня+2019%5D